# Українська всесвітня координаційна рада
Грома́дська спі́лка «Украї́нська всесві́тня координаці́йна ра́да» (скорочена назва ГС «УВКР») – спілка неурядових організацій та неформальних громадських об'єднань, які добровільно єднають українців для задоволення й захисту їхніх національно-культурних, мовних, освітніх, творчих, соціальних, економічних, вікових та інших спільних інтересів.
ГС «Українська всесвітня координаційна рада» створена на підставі відповідного рішення І Всесвітнього форуму українців, що відбувся у серпні 1992 року у Києві.
Організацію було зареєстровано Міністерством юстиції України 3 травня 1993 року.
Членами ГС «УВКР» до 2016 року були українські громадські організації в Україні та деякі іноземні громадські об'єднання закордонних українців і громадян України. За результатами ІІІ Всесвітнього форуму українців, ГС «УВКР» нараховує більше 382 членів-організацій.
Найвищим органом управління ГС «УВКР» є Всесвітній форум українців, який відбувається 1 раз на 4 або 5 років. З моменту утворення організації відбулося 6 форумів: у 1992, 1997, 2001, 2006, 2011 та 2016 роках.
До складу Президії ГС «УВКР» входять 36 представників організацій-членів ГС «УВКР» – по 12 представників від власне України, західної та східної діаспори.
Постійно діючим виконавчим органом ГС "УВКР є Секретаріат ГС "УВКР.
Головою ГС "УВКР з 20 серпня 2011 є Ратушний Михайло Ярославович, знову переобраний 21 серпня 2016.
23 серпня 2019 року відбулося засідання президії ГС «УВКР», яке вирішило звернутися до Володимира Зеленського з проханням про зустріч та обговорення важливих процесів, що відбуваються з українцями за межами України.
4 грудня 2019 під час авторської програми Івана Кокуци на іммігрантському радіо з Києва голова ГС «УВКР» заявив, що наша організація оживлює діяльність на європейському континенті, прагнемо залучитися до цивілізаційної, політичної Європи, що вже 200 000 трудових емігрантів отримали інші громадянства і в нас проблеми щодо несплати за оренду приміщення 10 000 гривень в місяць.
25 серпня 2023 року на черговому VII Всесвітньому Форумі Українців було обрано в Києві нового очільника Сергія Рудика.

## Голови
- Іван Драч (1992-2000)[6];
- Михайло Горинь (2000-2006)[6];
- Дмитро Павличко (2006-2011);
- Михайло Ратушний (2011 — серпень 2023);
- Сергій Рудик (з 2023).